# دژورماچی
دژورماچی (به لاتین: Dzhurmachi) یک منطقهٔ مسکونی در روسیه است که در شهرستان داخادایفسکی واقع شده‌است.